# Dystrykt radomski

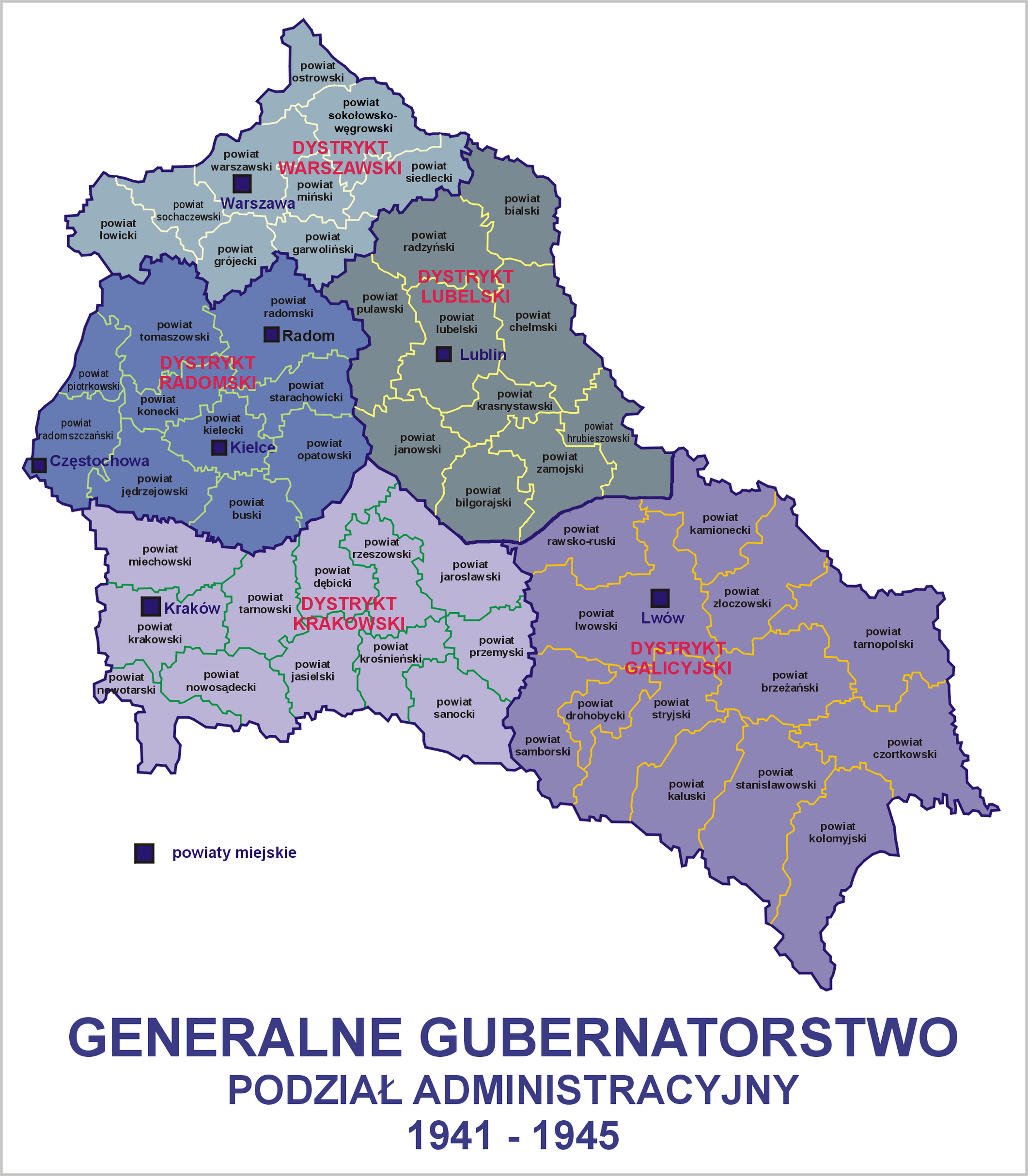
Dystrykty w składzie Generalnego Gubernatorstwa

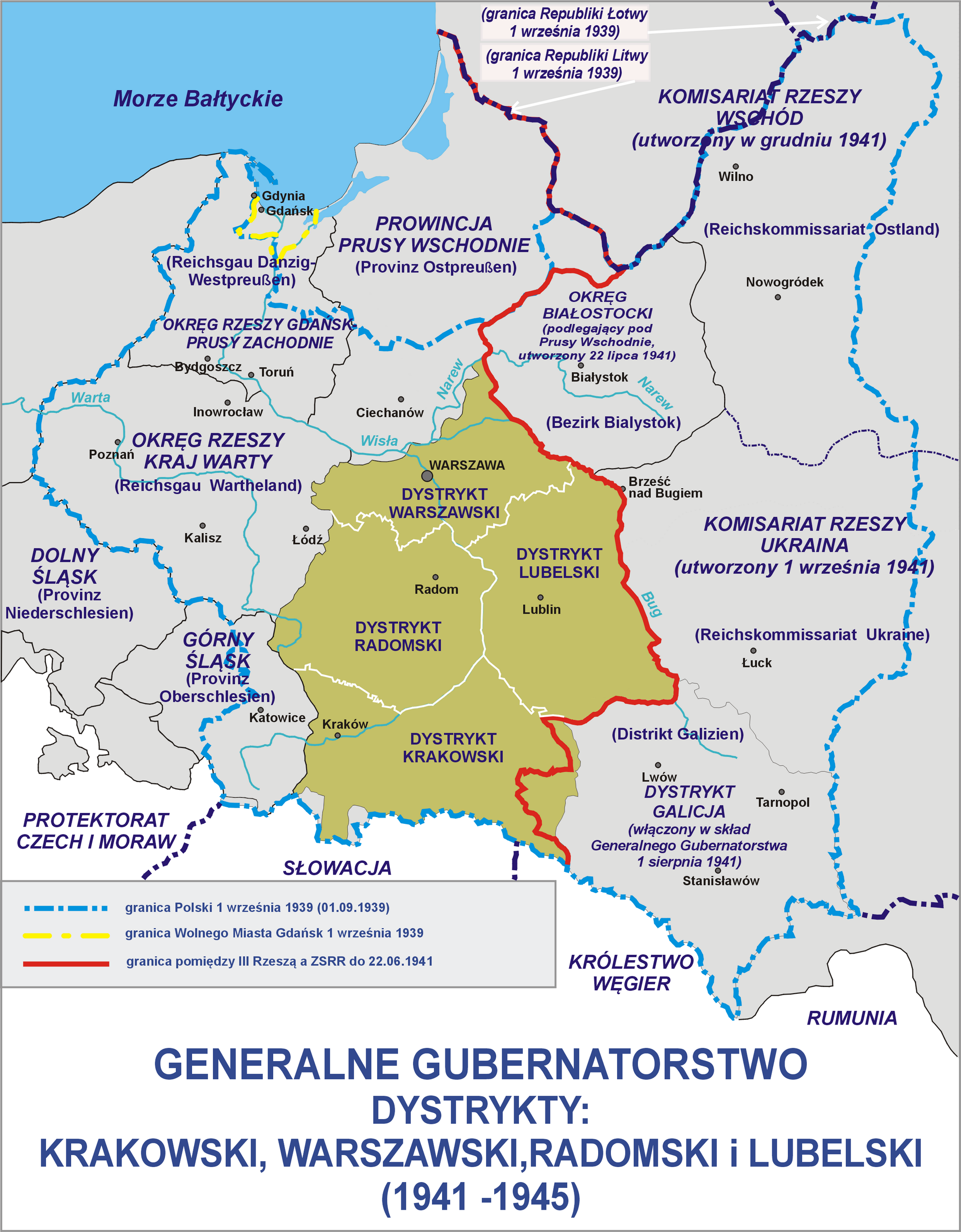
Dystrykt krakowski, warszawski, radomski i lubelski 1941 -1945i

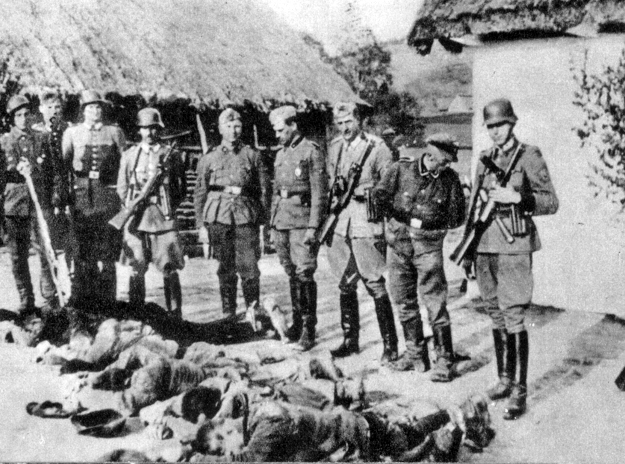
Polscy chłopi - ofiary zbrodni niemieckich w Radomsku w 1943 r

Dystrykt radomski, okręg radomski (niem. Distrikt Radom) – jednostka administracyjna Generalnego Gubernatorstwa od 26 października 1939 do 16 stycznia 1945. W okresie po zagładzie ludności żydowskiej w dystrykcie radomskim mieszkało 2 mln. 387 tys. osób narodowości polskiej. Dystrykt zajmował obszar 24 431 km². 
Na terenie dystryktu radomskiego dla potrzeb niemieckiego reżimu okupacyjnego uruchomiono sześć więzień zwanych urzędowo Deutsche Strafanstalt (Niemiecki Zakład Karny). Mieściły się one w Częstochowie, Kielcach, Pińczowie, Piotrkowie Trybunalskim, Radomiu i Sandomierzu. 
Oprócz tego niemieckiemu aparatowi represji służyły areszty umiejscowione w każdym mieście powiatowym. W więzieniu w Radomiu w okresie okupacji niemieckiej przetrzymywanych było około 18 tys. osób. Pomimo trudości w ustaleniu ilości osób więzionych w aresztach udało się ustalić, że przez areszt w Ostrowcu Świętokrzyskim przewinęło się około 10 tys. osób. 
Na terenie Kielecczyzny wchodzącej w skład dystryktu radomskiego miały miejsce zbrodnie wojenne dokonane przez 62.zmotoryzowany pluton żandarmerii niemieckiej dowodzony przez Alberta Schustera i Kałmucki Korpus Kawalerii będący na służbie reżimu III Rzeszy. 

## Władze

### Gubernatorzy radomscy
- Karl Lasch: od 26 października 1939 do lipca 1941
- mjr Ernst Kundt: od sierpnia 1941 do 16 stycznia 1945

### Dowódcy SS i Policji
- SS-Oberf/SS-Brif Fritz Katzmann (30 listopada 1939 – 8 sierpnia 1941)
- SS-Oberf/SS-Brif Carl Oberg (8 sierpnia 1941 – 5 maja 1942)
- SS-Oberf/SS-Brif dr Herbert Böttcher (12 maja 1942 – 16 stycznia 1945)[4]

### Komenda Sipo-SD
Komendanci:
- SS-Stubaf Fritz Liphardt (listopad 1939 – październik 1943)[5]
- SS-Ostubaf Joachim Illmer (październik 1943 – styczeń 1945)

Za działania Gestapo w ramach dystryktowej komendy SiPo–SD odpowiadał SS-Hstuf Paul Fuchs, jednym z jego podwładnych był SS-Stuscha Otto Bussing kierujący placówką w Kielcach. Siedziba komendy znajdowała się przy ul. Tadeusza Kościuszki 6 w Radomiu.

## Powiaty
Dystrykt dzielił się na 10 powiatów, ponadto były trzy miasta wydzielone (Stadtkreise): Radom, Częstochowa i Kielce. W obrębie dystryktu leżały 34 miasta i 302 gminy.
- Landkreis Busko
- Landkreis Jedrzejow
- Landkreis Kielce
- Landkreis Konskie
- Landkreis Opatow
- Landkreis Radom
- Landkreis Radomsko
- Landkreis Starachowice
- Landkreis Piotrkow
- Landkreis Tomaszow

## Miejscowości
Lista stu największych miejscowości w dystryckie radomskim w 1943 roku.
| Miejscowość          | Status | Liczba mieszkańców 1.III.1943 | Powiat               | Gmina                |
| -------------------- | ------ | ----------------------------- | -------------------- | -------------------- |
| Tschenstochau        | miasto | 112134                        | Tschenstochau-Stadt  | Tschenstochau-Stadt  |
| Radom                | miasto | 93532                         | Radom-Stadt          | Radom-Stadt          |
| Kielce               | miasto | 56950                         | Kielce-Stadt         | Kielce-Stadt         |
| Petrikau             | miasto | 43706                         | Petrikau             | Petrkau              |
| Tomaschow-Mazowiecki | miasto | 30957                         | Tomaschow-Mazowiecki | Tomaschow-Mazowiecki |
| Starachowice         | miasto | 28940                         | Starachowice         | Starachowice         |
| Skarżysko Kamienna   | miasto | 26306                         | Kielce               | Skarżysko Kamienna   |
| Ostrowiec            | miasto | 21648                         | Opatow               | Ostrowiec            |
| Radomsko             | miasto | 19443                         | Radomsko             | Radomsko             |
| Jędrzejów            | miasto | 11526                         | Jędrzejów            | Jędrzejów            |
| Sandomierz           | miasto | 10162                         | Opatow               | Ostrowiec            |
| Końskie              | miasto | 8830                          | Końskie              | Końskie              |
| Pionki               | wieś   | 7362                          | Radom                | Pionki               |
| Rawa Mazowiecka      | miasto | 6375                          | Tomaschow-Mazowiecki | Rawa Mazowiecka      |
| Opoczno              | miasto | 6281                          | Tomaschow-Mazowiecki | Opoczno              |
| Opatów               | miasto | 5174                          | Opatow               | Opatów               |
| Włoszczowa           | miasto | 4969                          | Jędrzejów            | Włoszczowa           |
| Busko                | miasto | 4939                          | Busko                | Busko                |
| Zwoleń               | miasto | 4866                          | Radom                | Zwoleń               |
| Staszów              | miasto | 4549                          | Opatow               | Staszów              |
| Szydłowiec           | miasto | 4422                          | Radom                | Szydłowiec           |
| Kozienice            | miasto | 4416                          | Radom                | Kozienice            |
| Sulejów              | miasto | 4202                          | Petrikau             | Sulejów              |
| Nowe Miasto          | miasto | 3932                          | Tomaschow-Mazowiecki | Nowe Miasto          |
| Iłża                 | miasto | 3678                          | Starachowice         | Iłża                 |
| Wąchock              | wieś   | 3600                          | Starachowice         | Wąchock              |
| Szczekociny          | miasto | 3556                          | Jędrzejów            | Szczekociny          |
| Garbatka-Podlas      | wieś   | 3540                          | Radom                | Policzna             |
| Przedbórz            | miasto | 3378                          | Końskie              | Przedbórz            |
| Pińczów              | miasto | 3310                          | Busko                | Pińczów              |
| Daleszyce            | wieś   | 3201                          | Kielce               | Daleszyce            |
| Chęciny              | miasto | 2876                          | Kielce               | Chęciny              |
| Radoszyce            | wieś   | 2873                          | Końskie              | Radoszyce            |
| Chmielnik            | miasto | 2870                          | Busko                | Chmielnik            |
| Jedlnia letn.        | wieś   | 2861                          | Radom                | Gzowice              |
| Bodzentyn            | wieś   | 2845                          | Kielce               | Bodzentyn            |
| Kaczka               | wieś   | 2842                          | Tomaschow-Mazowiecki | Lubochnia            |
| Częstocice           | wieś   | 2704                          | Opatow               | Częstocice           |
| Ćmielów              | wieś   | 2593                          | Opatow               | Ćmielów              |
| Koluszki             | wieś   | 2575                          | Tomaschow-Mazowiecki | Długie               |
| Zawichost            | miasto | 2520                          | Opatow               | Zawichost            |
| Skaryszów            | miasto | 2366                          | Radom                | Skaryszów            |
| Kamieńsk             | wieś   | 2361                          | Petrikau             | Kamieńsk             |
| Kunów                | wieś   | 2233                          | Opatow               | Kunów                |
| Denków               | wieś   | 2126                          | Opatow               | Bodzechów            |
| Solec os.            | wieś   | 2121                          | Starachowice         | Solec                |
| Białobrzegi          | wieś   | 2093                          | Radom                | Białobrzegi          |
| Wodzisław            | wieś   | 2073                          | Jędrzejów            | Wodzisław            |
| Ożarów               | wieś   | 2064                          | Opatow               | Ożarów               |
| Stopnica             | wieś   | 2062                          | Busko                | Stopnica             |
| Suchedniów           | wieś   | 2052                          | Kielce               | Suchedniów           |
| Lipsko               | wieś   | 2049                          | Starachowice         | Lipsko               |
| Żarki                | wieś   | 2031                          | Radomsko             | Żarki                |
| Połaniec             | wieś   | 1988                          | Opatow               | Połaniec             |
| Bzinek               | wieś   | 1974                          | Kielce               | Bliżyn               |
| Przyrów              | wieś   | 1950                          | Radomsko             | Przyrów              |
| Czermno              | wieś   | 1922                          | Końskie              | Czermno              |
| Skarżysko Kościelne  | wieś   | 1909                          | Starachowice         | Skarżysko Kościelne  |
| Sędziszów            | wieś   | 1903                          | Jędrzejów            | Sędziszów            |
| Skarżysko Książęce   | wieś   | 1871                          | Starachowice         | Skarżysko Kościelne  |
| Wzdół Rządowy        | wieś   | 1867                          | Kielce               | Bodzentyn            |
| Koniecpol            | miasto | 1865                          | Radomsko             | Koniecpol            |
| Białaczów            | wieś   | 1859                          | Tomaschow-Mazowiecki | Białaczów            |
| Żakowice             | wieś   | 1852                          | Radom                | Kowala-Stępocina     |
| Biała Rawska         | miasto | 1846                          | Tomaschow-Mazowiecki | Biała Rawska         |
| Rytwiany             | wieś   | 1841                          | Opatow               | Rytwiany             |
| Wolbórz              | wieś   | 1803                          | Petrikau             | Bogusławice          |
| Klimontów            | wieś   | 1802                          | Opatow               | Klimontów            |
| Mirzec               | wieś   | 1779                          | Starachowice         | Mirzec               |
| Secemin              | wieś   | 1779                          | Jędrzejów            | Secemin              |
| Nowy Korczyn         | wieś   | 1775                          | Busko                | Nowy Korczyn         |
| Kłomnice             | wieś   | 1773                          | Radomsko             | Kruszyna             |
| Małogoszcz           | wieś   | 1752                          | Jędrzejów            | Małogoszcz           |
| Iwaniska             | wieś   | 1748                          | Opatow               | Iwaniska             |
| Łagów                | wieś   | 1740                          | Opatow               | Łagów                |
| Koprzywnica          | wieś   | 1726                          | Opatow               | Koprzywnica          |
| Stobiecko Miejskie   | wieś   | 1720                          | Radomsko             | Radomsko             |
| Włostów              | wieś   | 1717                          | Opatow               | Lipnik               |
| Rzeczyca             | wieś   | 1689                          | Tomaschow-Mazowiecki | Rzeczyca             |
| Rokitno              | wieś   | 1672                          | Jędrzejów            | Rokitno              |
| Psary-Stara Wieś     | wieś   | 1634                          | Kielce               | Bodzentyn            |
| Parszów              | wieś   | 1622                          | Starachowice         | Wąchock              |
| Ujazd                | wieś   | 1617                          | Tomaschow-Mazowiecki | Łazisko              |
| Lubienia             | wieś   | 1613                          | Starachowice         | Brody                |
| Gorzkowice           | wieś   | 1611                          | Petrikau             | Gorzkowice           |
| Wierzbica            | wieś   | 1595                          | Radom                | Wierzbica            |
| Okół                 | wieś   | 1578                          | Starachowice         | Skarbka              |
| Cykarzew             | wieś   | 1573                          | Radomsko             | Mykanów              |
| Szydłów              | wieś   | 1564                          | Busko                | Szydłów              |
| Słupia Nowa          | wieś   | 1552                          | Kielce               | Słupia Nowa          |
| Borowno              | wieś   | 1546                          | Radomsko             | Kruszyna             |
| Bieliny Kapitulne    | wieś   | 1541                          | Kielce               | Bieliny              |
| Szewna               | wieś   | 1528                          | Opatow               | Częstocice           |
| Jasieniec Iłżecki    | wieś   | 1519                          | Starachowice         | Krzyżanowice         |
| Kurzelów             | wieś   | 1517                          | Jędrzejów            | Kurzelów             |
| Tarłów               | wieś   | 1504                          | Starachowice         | Tarłów               |
| Suków                | wieś   | 1503                          | Kielce               | Dyminy               |
| Pacanów              | wieś   | 1499                          | Busko                | Pacanów              |
| Dąbrowa              | wieś   | 1478                          | Kielce               | Dąbrowa              |
| Zaborowice           | wieś   | 1477                          | Końskie              | Miedzierza           |